# ميشل ساردو
ميشيل تشارلز ساردو (
نطق فرنسي: [miʃɛl ʃaʁl saʁdu]  ( أنصت)
؛ من مواليد 26 يناير 1947) مغني وممثل فرنسي. وهو معروف ليس فقط بأغاني الحب ("La maladie d'amour"، "Je vais t'aimer")، ولكن أيضًا بالأغاني التي تتناول مختلف القضايا الاجتماعية والسياسية، مثل حقوق المرأة في البلدان الإسلامية (" Musulmanes")، العزوبة الكتابية ("Le curé")، الاستعمار ("Le temps des Colony"، "Ils ont le pétrole mais c'est tout") أو عقوبة الإعدام ("Je suis" يصب"). هناك موضوع آخر مثير للجدل أحيانًا موجود في بعض أغانيه ("Les Ricains" و"Monsieur le Président de France" على سبيل المثال) وهو احترامه ودعمه للثقافة والسياسات الخارجية للولايات المتحدة الأمريكية. لقد اتُهم بأنه عنصري بسبب أغنيته "Le Temps des Colony" عام 1976، والتي يروي فيها جندي استعماري سابق بفخر ذكرياته عن الاستعمار، لكن ساردو ادعى دائمًا أن الأغنية كانت ساخرة.